# Renfe série 307
La série 307 était une série de locomotives de manœuvres lourdes de moyenne puissance de la Renfe, capables d'assurer également la remorque de trains en ligne, achetée en crédit-bail au début des années 1960 grâce à un financement Eurofima.

## Conception
Il s'agit du modèle standard 040 DE de Brissonneau et Lotz, également en service sur la SNCF, les CP, les JZ, les chemins de fer de Cuba, etc.
Ces machines de puissance moyenne et au poids à l'essieu réduit (16,5 tonnes) sont idéales pour remorquer des trains sur les lignes secondaires. Le contrat est signé le 11 septembre 1959, et précise que tous les éléments électriques et mécaniques ainsi que les caisses seront assemblés en Espagne par la MTM et Babcock & Wilcox. Les moteurs diesel Sulzer sont également construits sous licence par ces deux firmes, à parts égales.

## Service
Prévues dans le cadre du plan de diesélisation de la Renfe pour être affectées à Séville-Santa Justa, les 10700 sont partagées dès leur livraison entre Valence et Orense. Elles remplacent aussitôt les locomotives à vapeur sur les parcours de Valence à Xàtiva, Alcoy et Castellón en tête des trains omnibus, tandis que les galiciennes font de même sur Orense-Saint-Jacques-de-Compostelle-La Corogne.
Si les 10700 montrent toutes leurs qualités au Levant, le climat un peu particulier de la Galice révèle un net manque de puissance. Les cinq unités d'Orense sont donc mutées à Almeria et engagées en tête des lourdes rames de minerais des embranchements miniers d'Alquife et de La Calahorra. L'arrivée dans le sud des ALCO de la série 313 plus puissantes, en 1965, permet de regrouper toutes les 10700 à Valence-Fuente de San Luis. En plus des services déjà cités, elles assurent la remorque des trains de voyageurs sur Calatayud-Teruel et Alicante-Murcie jusqu'à l'apparition des ferrobuses. À partir de ce moment, elles sont spécialisées aux manœuvres lourdes dans la région de Valence et à la traction des trains d'oranges sur Xàtiva et Castellón.
Au début des années 1970, la livrée d'origine vert clair à deux bandes vertes est remplacée par le vert olive unifié à une seule bande jaune plus large.
En 1975, les 10700 (rebaptisées 307 en 1971) perdent leur classification de locomotives de ligne pour devenir de simples locomotives mixtes. La 307-009, louée à Cementos Portland S.A. du 27 juillet 1987 au 12 décembre 1989, est la seule à commettre quelque infidélité.
À partir de 1988, toute la série est progressivement mutée à Oviède à l'exception de deux unités réformées en 1990. Dans les Asturies, les 307 se retrouvent affectées aux manœuvres à Lugo de Llanera, Gijón, Oviède, Ujo, Soto del Rey et San Juan de la Nieva. Elles assurent également des trains de marchandises entre Lugo de Llanera et Oviède. Le climat de la côte cantabrique provoque une multiplication des avaries. Deux unités sont réformées en 1992, quatre autres en 1994, et les deux dernières, les 307-002 et 009, en 1995.